# هرمان بيرغ
هرمان بيرغ هو سياسي ألماني، ولد في 29 أغسطس 1905 في آلتنا في ألمانيا، وتوفي في 21 أكتوبر 1982. نشط حزبياً في الحزب النازي والحزب الديمقراطي الحر والحزب الألماني. وقد انتخب عضو في البوندستاغ الألماني خلال فترته النيابية ‏ (27 يونيو 1955 – 6 أكتوبر 1957).